# Teorema H
En la mecànica estadística clàssica, el teorema H, introduït per Ludwig Boltzmann el 1872, descriu la tendència de la quantitat H (definida a continuació) a disminuir en un gas gairebé ideal de molècules. Com que aquesta quantitat H havia de representar l'entropia de la termodinàmica, el teorema H va ser una primera demostració del poder de la mecànica estadística, ja que pretenia derivar la segona llei de la termodinàmica, una afirmació sobre processos fonamentalment irreversibles, de la mecànica microscòpica reversible. Es creu que demostra la segona llei de la termodinàmica,  encara que sota el supòsit de condicions inicials de baixa entropia.
El teorema H és una conseqüència natural de l'equació cinètica derivada per Boltzmann que s'ha conegut com l'equació de Boltzmann. El teorema H ha portat a una discussió considerable sobre les seves implicacions reals, amb els temes principals:
- Què és l'entropia? En quin sentit la quantitat H de Boltzmann correspon a l'entropia termodinàmica?
- Són massa forts els supòsits (especialment el supòsit del caos molecular) darrere de l'equació de Boltzmann? Quan es vulneren aquests supòsits?

## Nom i pronunciació
Boltzmann en la seva publicació original escriu el símbol E (com en entropia) per a la seva funció estadística. Anys més tard, Samuel Hawksley Burbury, un dels crítics del teorema, va escriure la funció amb el símbol H, una notació que va ser adoptada posteriorment per Boltzmann quan es referia al seu "teorema H ". La notació ha provocat certa confusió pel que fa al nom del teorema. Tot i que l'enunciat se sol referir com el "teorema d'Aitch ", de vegades s'anomena "teorema Eta", ja que la lletra grega majúscula Eta (Η) no es distingeix de la versió majúscula de la lletra llatina h (H). S'han plantejat discussions sobre com s'ha d'entendre el símbol, però encara no és clar a causa de la manca de fonts escrites de l'època del teorema. Els estudis de la tipografia i el treball de JW Gibbs semblen afavorir la interpretació de H com Eta.

## Definició i significat de l'H de Boltzmann
El valor H es determina a partir de la funció f ( E, t ) dE, que és la funció de distribució d'energia de les molècules en el temps t. El valor f ( E, t ) dE és el nombre de molècules que tenen energia cinètica entre E i E + dE. H mateix es defineix com
{\displaystyle H(t)=\int _{0}^{\infty }f(E,t)\left(\ln {\frac {f(E,t)}{\sqrt {E}}}-1\right)\,dE.}
Per a un gas ideal aïllat (amb energia total fixa i nombre total fix de partícules), la funció H és mínima quan les partícules tenen una distribució de Maxwell–Boltzmann; si les molècules del gas ideal es distribueixen d'una altra manera (per exemple, totes tenen la mateixa energia cinètica), aleshores el valor de H serà més gran. El teorema H de Boltzmann, descrit a la següent secció, mostra que quan es permeten col·lisions entre molècules, aquestes distribucions són inestables i tendeixen a buscar de manera irreversible el valor mínim de H (cap a la distribució de Maxwell–Boltzmann).
(Nota sobre la notació: Boltzmann va utilitzar originalment la lletra E per a la quantitat H ; la majoria de la literatura després de Boltzmann utilitza la lletra H com aquí. Boltzmann també va utilitzar el símbol x per referir-se a l'energia cinètica d'una partícula).

## TeoremaHde Boltzmann

En aquest model mecànic d'un gas, el moviment de les molècules apareix molt desordenat. Boltzmann va demostrar que, assumint que cada configuració de col·lisió en un gas és realment aleatòria i independent, el gas convergeix a la distribució de velocitat de Maxwell encara que no comencés d'aquesta manera.

Boltzmann va considerar què passa durant la col·lisió entre dues partícules. És un fet bàsic de la mecànica que en el xoc elàstic entre dues partícules (com les esferes dures), l'energia transferida entre les partícules varia en funció de les condicions inicials (angle de col·lisió, etc.).
Boltzmann va fer una hipòtesi clau coneguda com Stosszahlansatz (suposició del caos molecular), que durant qualsevol esdeveniment de col·lisió al gas, les dues partícules que participen en la col·lisió tenen 1) energies cinètiques escollides de manera independent de la distribució, 2) direccions de velocitat independents, 3) punts de partida independents. Sota aquests supòsits, i donada la mecànica de la transferència d'energia, les energies de les partícules després de la col·lisió obeiran una certa nova distribució aleatòria que es pot calcular.
Tenint en compte les col·lisions repetides no correlacionades, entre qualsevol i totes les molècules del gas, Boltzmann va construir la seva equació cinètica (l'equació de Boltzmann). A partir d'aquesta equació cinètica, un resultat natural és que el procés continu de col·lisió fa que la quantitat H disminueixi fins a arribar al mínim.

## Connexió amb la teoria de la informació
H és un precursor de l'entropia de la informació de Shannon. Claude Shannon va indicar la seva mesura de l'entropia de la informació H després del teorema H. L'article sobre l'entropia de la informació de Shannon conté una explicació de la contrapartida discreta de la quantitat H, coneguda com a entropia de la informació o incertesa de la informació (amb un signe menys). En estendre l'entropia d'informació discreta a l'entropia d'informació contínua, també anomenada entropia diferencial, s'obté l'expressió de l'equació de la secció anterior, Definició i significat de la H de Boltzmann, i per tant una millor sensació del significat d'H.
La connexió del teorema H entre la informació i l'entropia té un paper central en una controvèrsia recent anomenada paradoxa de la informació del forat negre.